# Maison Snellman
La maison Snellman (finnois : Snellmankoti) est un ancien sanatorium pour enfants situé dans le quartier de Mäntylä à Oulu en Finlande. 

## Présentation
Conçu par Victor Joachim Sucksdorff, la construction du bâtiment s'achève 1935. 
De nos jours, le bâtiment abrite la crèche Mäntylä-Snellman.

## Photographies

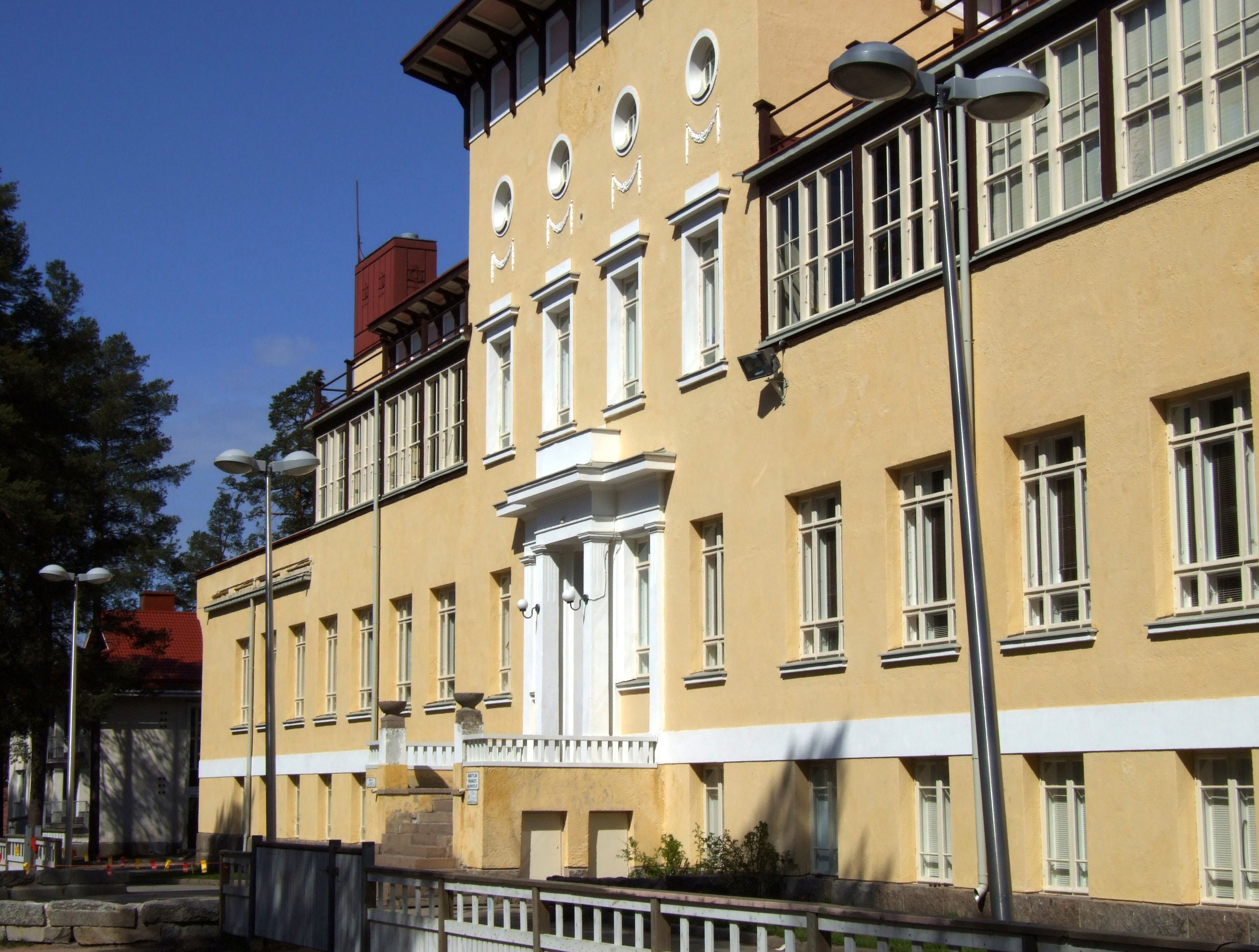
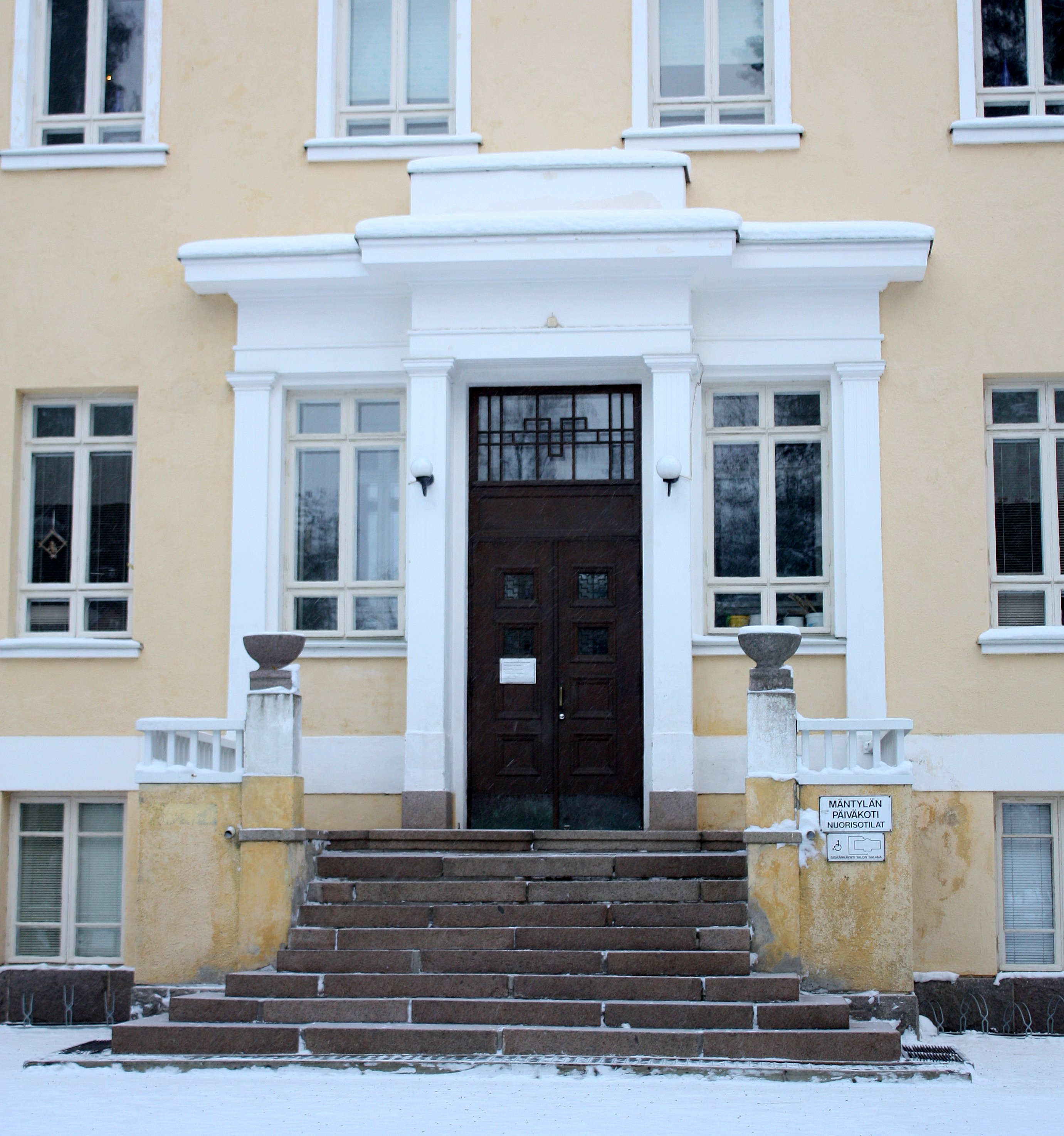
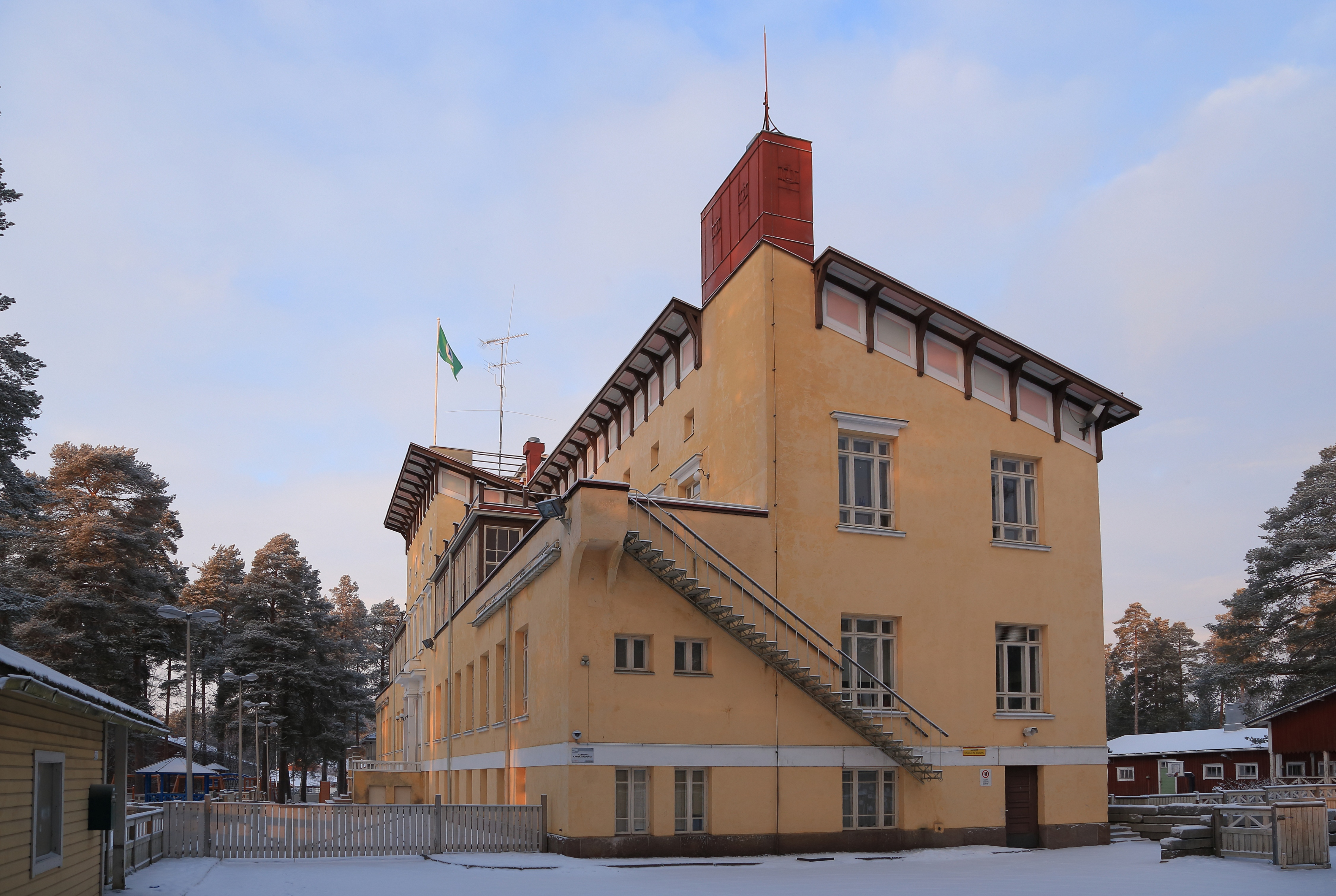